# 플랑크 상수 (영화)
"플랑크 상수"는 2015년 4월 30일에 개봉한 대한민국의 영화이다.

## 캐스팅
- 김재욱 - 김우주 역
- 진아름 - 카페 여종업원 역
- 김지유 - 보조미용사 역
- 정원 - 감독 / 여고생 역
- 안지혜 - 헤어디자이너 1 역
- 박경옥 - 헤어디자이너 2 역
- 김상석 - 지식인 역
- 백재호 - 사업가 역
- 김주헌 - 헬스 트레이너 역